# Kanton Château-Porcien
Der Kanton Château-Porcien ist ein französischer Wahlkreis im Département Ardennes in der Region Grand Est. Er umfasst 47 Gemeinden im Arrondissement Rethel und hat sein bureau centralisateur in Château-Porcien. Im Rahmen der landesweiten Neuordnung der französischen Kantone wurde er im Frühjahr 2015 erheblich erweitert.

## Gemeinden
Der Kanton besteht aus 47 Gemeinden mit insgesamt 15.842 Einwohnern (Stand: 1. Januar 2022) auf einer Gesamtfläche von 631,21 km²:
| Gemeinde                    | Einwohner 1. Januar 2022 | Fläche km² | Dichte Einw./km² | Code INSEE | Postleitzahl |
| --------------------------- | ------------------------ | ---------- | ---------------- | ---------- | ------------ |
| Aire                        | 247                      | 6,29       | 39               | 08004      | 08190        |
| Alincourt                   | 161                      | 8,62       | 19               | 08005      | 08310        |
| Annelles                    | 130                      | 12,31      | 11               | 08014      | 08310        |
| Asfeld                      | 1.081                    | 22,19      | 49               | 08024      | 08190        |
| Aussonce                    | 232                      | 19,14      | 12               | 08032      | 08310        |
| Avançon                     | 346                      | 20,99      | 16               | 08038      | 08300        |
| Avaux                       | 511                      | 13,19      | 39               | 08039      | 08190        |
| Balham                      | 150                      | 1,77       | 85               | 08044      | 08190        |
| Banogne-Recouvrance         | 163                      | 19,01      | 9                | 08046      | 08220        |
| Bergnicourt                 | 296                      | 8,16       | 36               | 08060      | 08300        |
| Bignicourt                  | 66                       | 8,62       | 8                | 08066      | 08310        |
| Blanzy-la-Salonnaise        | 397                      | 12,13      | 33               | 08070      | 08190        |
| Brienne-sur-Aisne           | 276                      | 12,23      | 23               | 08084      | 08190        |
| Château-Porcien             | 1.297                    | 17,31      | 75               | 08107      | 08360        |
| Condé-lès-Herpy             | 219                      | 11,55      | 19               | 08126      | 08360        |
| Écly                        | 169                      | 9,36       | 18               | 08150      | 08300        |
| Gomont                      | 320                      | 7,23       | 44               | 08195      | 08190        |
| Hannogne-Saint-Rémy         | 111                      | 18,09      | 6                | 08210      | 08220        |
| Hauteville                  | 123                      | 5,61       | 22               | 08219      | 08300        |
| Herpy-l’Arlésienne          | 213                      | 10,64      | 20               | 08225      | 08360        |
| Houdilcourt                 | 143                      | 11,30      | 13               | 08229      | 08190        |
| Inaumont                    | 136                      | 4,75       | 29               | 08234      | 08300        |
| Juniville                   | 1.232                    | 26,20      | 47               | 08239      | 08310        |
| La Neuville-en-Tourne-à-Fuy | 531                      | 27,34      | 19               | 08320      | 08310        |
| Le Châtelet-sur-Retourne    | 775                      | 9,94       | 78               | 08111      | 08300        |
| Le Thour                    | 363                      | 16,62      | 22               | 08451      | 08190        |
| L’Écaille                   | 260                      | 9,15       | 28               | 08148      | 08300        |
| Ménil-Annelles              | 102                      | 9,15       | 11               | 08286      | 08310        |
| Ménil-Lépinois              | 144                      | 18,01      | 8                | 08287      | 08310        |
| Neuflize                    | 850                      | 13,78      | 62               | 08314      | 08300        |
| Perthes                     | 303                      | 23,41      | 13               | 08339      | 08300        |
| Poilcourt-Sydney            | 169                      | 7,88       | 21               | 08340      | 08190        |
| Roizy                       | 220                      | 11,15      | 20               | 08368      | 08190        |
| Saint-Fergeux               | 217                      | 25,50      | 9                | 08380      | 08360        |
| Saint-Germainmont           | 813                      | 15,69      | 52               | 08381      | 08190        |
| Saint-Loup-en-Champagne     | 340                      | 15,77      | 22               | 08386      | 08300        |
| Saint-Quentin-le-Petit      | 124                      | 8,95       | 14               | 08396      | 08220        |
| Saint-Remy-le-Petit         | 55                       | 7,50       | 7                | 08397      | 08300        |
| Sault-Saint-Remy            | 208                      | 9,63       | 22               | 08404      | 08190        |
| Seraincourt                 | 257                      | 16,20      | 16               | 08413      | 08220        |
| Sévigny-Waleppe             | 222                      | 24,11      | 9                | 08418      | 08220        |
| Son                         | 89                       | 9,03       | 10               | 08426      | 08300        |
| Tagnon                      | 892                      | 23,97      | 37               | 08435      | 08300        |
| Taizy                       | 101                      | 9,11       | 11               | 08438      | 08360        |
| Vieux-lès-Asfeld            | 298                      | 6,66       | 45               | 08473      | 08190        |
| Villers-devant-le-Thour     | 417                      | 16,41      | 25               | 08476      | 08190        |
| Ville-sur-Retourne          | 73                       | 9,56       | 8                | 08484      | 08310        |
| Kanton Château-Porcien      | 15.842                   | 631,21     | 25               | 0808       | –            |

Bis zur landesweiten Neuordnung der französischen Kantone im März 2015 gehörten zum Kanton Château-Porcien die 16 Gemeinden Avançon, Banogne-Recouvrance, Château-Porcien, Condé-lès-Herpy, Écly, Hannogne-Saint-Rémy, Hauteville, Herpy-l’Arlésienne, Inaumont, Saint-Fergeux, Saint-Loup-en-Champagne, Saint-Quentin-le-Petit, Seraincourt, Son, Sévigny-Waleppe und Taizy. Sein Zuschnitt entsprach einer Fläche von 225,98 km2. Er besaß vor 2015 den INSEE-Code 0806.

## Bevölkerungsentwicklung
| 1962 | 1968 | 1975 | 1982 | 1990 | 1999 | 2006 | 2011 |
| ---- | ---- | ---- | ---- | ---- | ---- | ---- | ---- |
| 3664 | 4153 | 3905 | 3891 | 3888 | 3770 | 3989 | 4113 |

## Politik
| Vertreter im Departementrat | Vertreter im Departementrat     | Vertreter im Departementrat |
| Amtszeit                    | Namen                           | Partei                      |
| --------------------------- | ------------------------------- | --------------------------- |
| 1994–2015                   | Thierry Dion                    | UMP                         |
| 2015–                       | Renaud Averly Bérengère Poletti | UD                          |